# Алтис-Арена
«Алти́с-Аре́на» (порт. Altice Arena, ранее Pavilhão Atlântico — Атлантический павильон, MEO-арена) — многоцелевая крытая арена в Лиссабоне (Португалия). Используется для проведения концертов, выставок, спортивных соревнований. «Pavilhão Atlântico» был открыт к началу Всемирной выставки 1998 года, проходившей в Лиссабоне, во время которой носил название «Pavilhão da Utopia» (Павильон Утопии).

## Конструкция
Идея «Pavilhão Atlântico» возникла уже на первых этапах подготовки Лиссабона ко Всемирной выставке 1998 года. К тому моменту столица Португалии не располагала многоцелевым крытым комплексом, приспособленным для крупномасштабных мероприятий. Максимальная вместимость части существовавших комплексов не превышала 4000 мест, а другие плохо подходили для проведения больших спортивных состязаний. Большинство существовавших сооружений также не отвечали новейшим требованиям к организации телетрансляций. Результатом отсутствия таких современных крытых арен в Лиссабоне и в целом в Португалии было отсутствие интереса к стране со стороны организаторов крупных международных спортивных соревнований и культурных программ, предназначенных для залов. В связи с этим строительство подобной арены было признано одним из приоритетов городской реконструкции, приуроченной к Международной выставке.
Разработка проекта была поручена ведущему португальскому архитектору Режину Крушу вместе с международной архитекторской фирмой Skidmore, Owings and Merrill (SOM), ранее возводившей Олимпийские стадионы в Манчестере и Берлине, в роли консультантов. SOM также участвовала в разработке проекта Башни Вашку да Гамы (англ. Vasco da Gama Tower), вместе с «Pavilhão da Utopia» входившего в генеральный план реконструкции Лиссабона. Общая стоимость постройки составила 54,87 миллиона евро.
Общий вид нового павильона сравнивают с космическим кораблём и с мечехвостом, древним морским организмом, существующим уже 200 миллионов лет. Внутренняя система балок, поддерживающих крышу, напоминает рёбра животного или средневекового морского корабля. Материалом для внутренних конструкций было выбрано дерево, как более соответствующее теме выставки, посвящённой португальским мореплавателям и морским открытиям. Снаружи крыша комплекса была покрыта цинковыми пластинками. В целом конструкция была выстроена так, чтобы солнечный свет попадал в окна фасада только зимой и освещал только пространство вокруг главной арены.
Комплекс включает в себя три отделения, которые легко могут быть объединены для создания большего объёма:
- Atlântico Hall — 5200 м², 12 500 зрительских мест
- Tejo Hall — 2200 м²
- Бизнес-центр: лекционный зал на 100 мест и 11 комнат для встреч, совещаний и экспозиций

В целом размеры помещения для определённого мероприятия могут варьироваться от шестидесяти до десяти тысяч квадратных метров, а количество зрителей от двадцати человек до двадцати тысяч.

## Роль в Международной выставке
В ходе Международной выставки 1998 года в «Pavilhão da Utopia» четыре раза в день проходило шоу под названием «Океаны и утопии». Это шоу освещало тему океана в символическом разрезе и было насыщено образами магии и снов, страхов и мифов, связанных у человечества с морем. В шоу входили такие образы, как Олимпийские боги, Геракл и Дедал, а также такие темы, как Большой взрыв, Всемирный потоп, Атлантида, эпоха Великих географических открытий и исследование космоса.
C 2016 года на Алтис-Арене ежегодно в начале ноября проходит Web Summit — крупнейшая конференция об интернет-технологиях.

## Дальнейшее использование
После окончания Всемирной выставки павильон стал местом проведения концертных шоу и спортивных состязаний. В комплексе прошёл Кубок Мастерс 2000 года, итоговый турнир мужского теннисного сезона. Там состоялся чемпионат мира 2001 года по лёгкой атлетике в помещениях. В 2002 году «Pavilhão Atlântico» стал местом проведения чемпионата мира по фехтованию, а в 2003 году — чемпионата мира по гандболу. Здесь же прошёл Финал четырёх Кубка УЕФА по мини-футболу 2009/10 годов.
Среди исполнителей, выступавших в «Pavilhão Atlântico», Шарль Азнавур, Андреа Бочелли, Боб Дилан, Пласидо Доминго, Хулио Иглесиас, Эрик Клэптон, Lady Gaga, Мадонна, Рики Мартин, Кайли Миноуг, Мэрилин Мэнсон, Принс, Шакира, Тони, Давид и Микаэль Каррейра, и такие группы, как «Backstreet Boys», «Depeche Mode», «The Doors», «Eagles», «Metallica», «Oasis», «Rammstein», «Red Hot Chili Peppers», «Muse», «Scorpions» и «The Who». «Pavilhão Atlântico» стал местом вручения MTV Europe Music Awards 2005 года.
В 2018 году «Алтис-арена» стала местом проведения конкурса песни «Евровидение».

Концерты в «Pavilhão Atlântico»
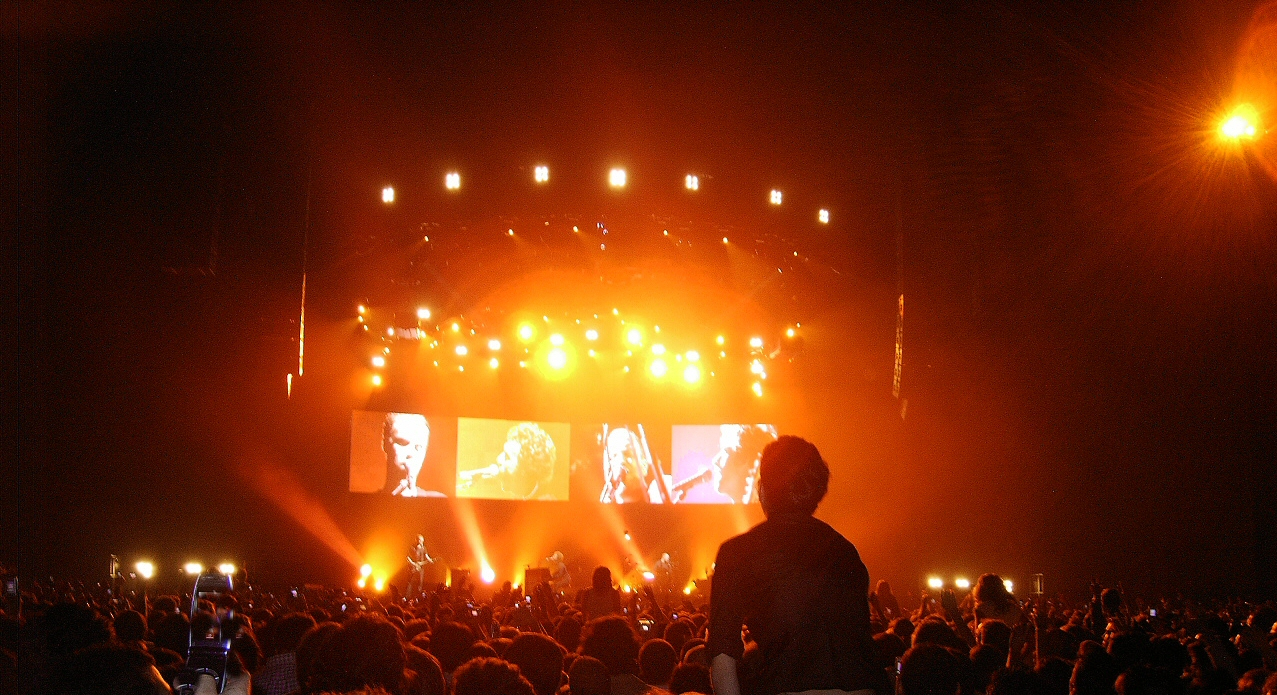
Coldplay
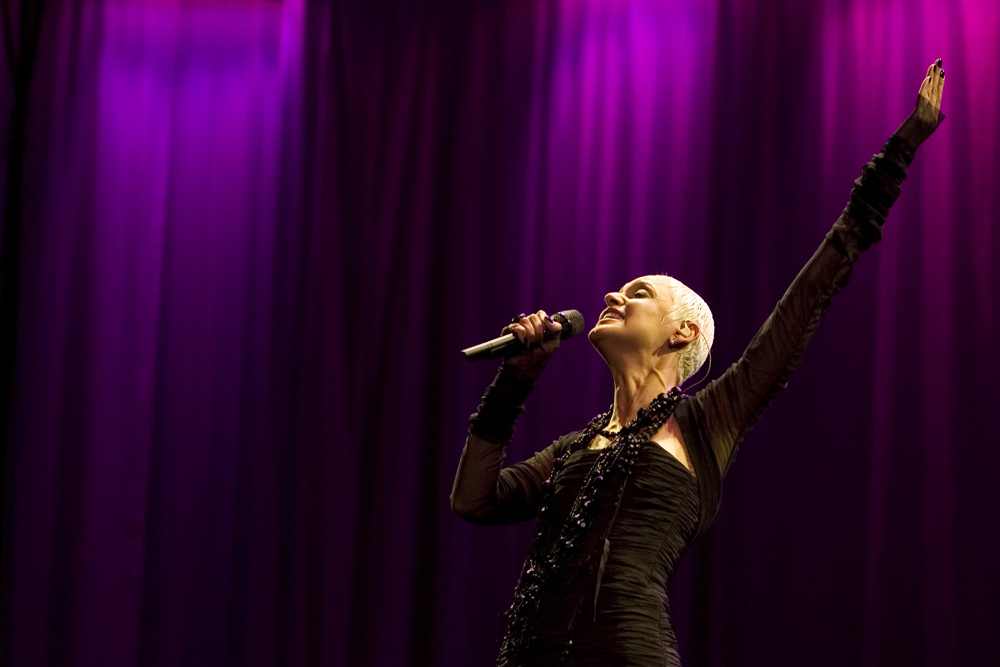
Мариза
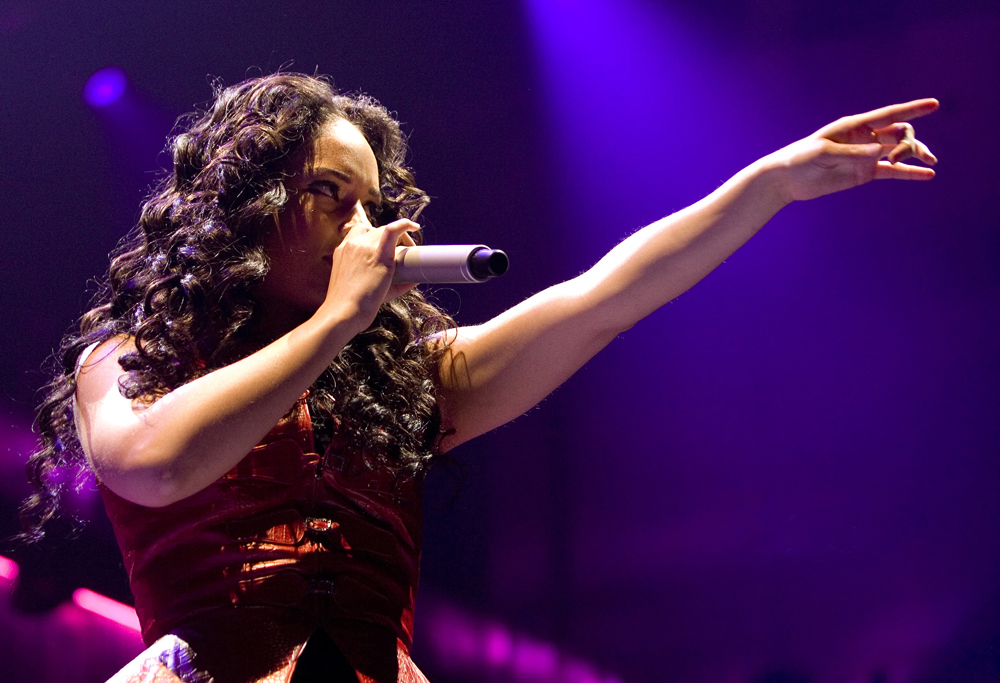
Алиша Киз
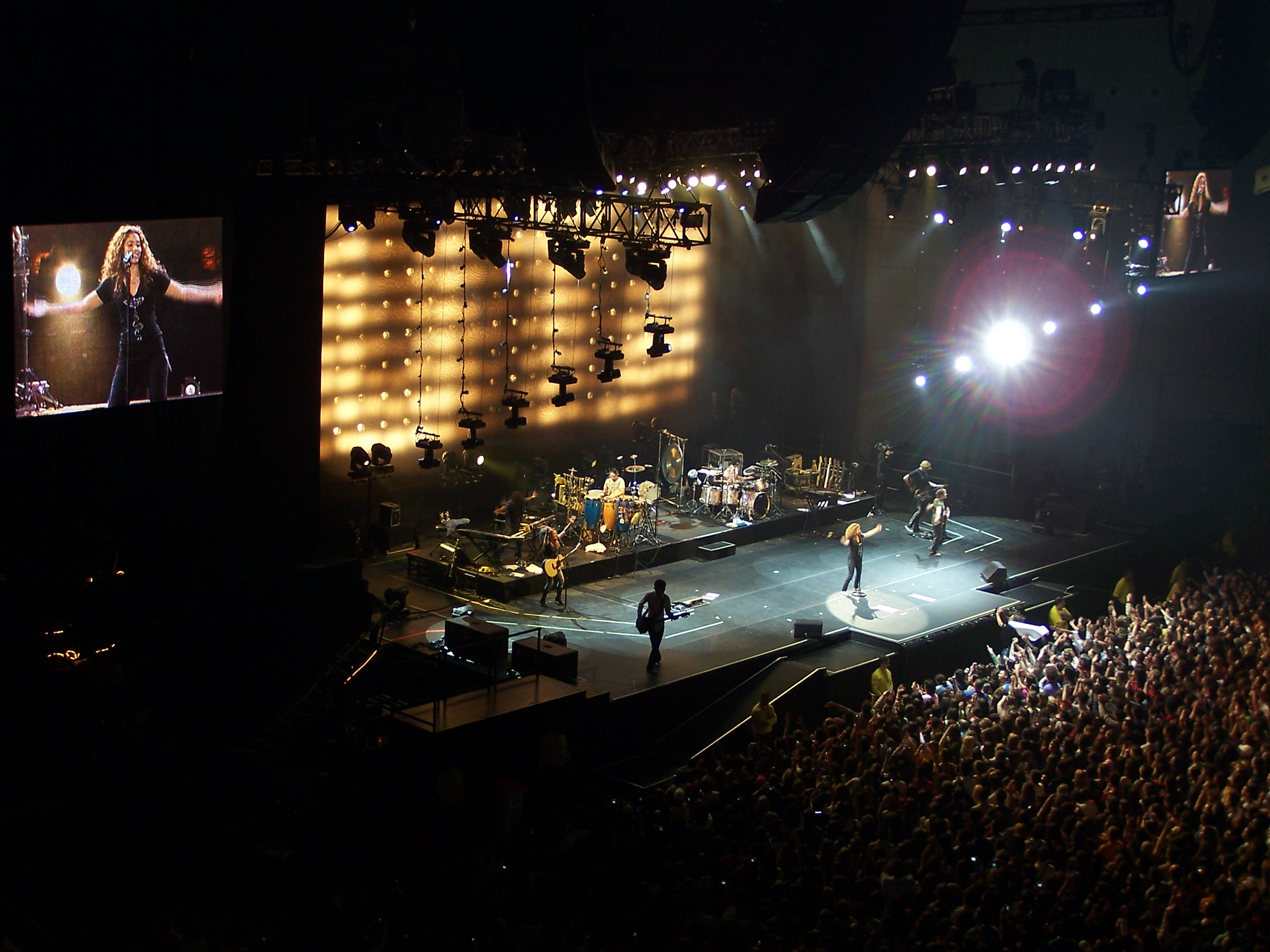
Шакира

## Награды
- В 2001 году «Pavilhão Atlântico» получил первый приз МОК и Международной ассоциации сооружений для спорта и отдыха (IAKS) в категории «Сооружения, принимающие международные соревнования»[6]
- С 2004 по 2007 год павильон завоёвывал португальскую премию «Publituris» в категории «Лучший центр конгрессов»[6]